# Caucalis
- Commons
- Wikispecies

Caucalis L. é um género botânico pertencente à família Apiaceae.

## Sinonímia
- Ageomoron Raf.

## Espécies
- Caucalis bischoffii Koso-Pol.
- Caucalis daucoides L.
- Caucalis platycarpos L.
- «Lista completa»

## Classificação do gênero
| Sistema | Classificação                    | Referência               |
| ------- | -------------------------------- | ------------------------ |
| Linné   | Classe Pentandria, ordem Digynia | Species plantarum (1753) |